# Galmsbüll
Galmsbüll (dänisch: Galmsbøl bzw. Galmesbøl, nordfriesisch: Galmsbel) ist eine Gemeinde im Kreis Nordfriesland in Schleswig-Holstein.

## Geographie

### Lage und Ortsteile
Das Gemeindegebiet von Galmsbüll erstreckt sich als Nordseeanrainer im Naturraum Nordfriesische Marsch im Westen und Südwesten von Niebüll. Dieser Bereich der vormaligen Uthlande war in mittelalterlicher Zeit Teil der Bökingharde im Herzogtum Schleswig. Dieses Gebiet wurde ab dem Übergang vom 17. ins 18. Jahrhundert sukzessive eingedeicht. Heute erstreckt sich das Gemeindegebiet im Bereich der vormaligen Dagebüller Bucht über die nachfolgend aufgeführten Köge:
- Alter Christian-Albrechts-Koog (nf. Üülje Krisen-Albrechen-Kuuch, dän. Gammel Christian Albrechts Kog)
- Neuer Christian-Albrechts-Koog (nf. Naie Krisen-Albrechen-Kuuch, dän. Ny Christian Albrechts Kog)
- Kleiseerkoog (nf. Kloisiiekuuch, dän. Klægsøkog)
- Marienkoog (nf. Mariienkuuch, dän. Marie Kog)
- Galmsbüllkoog (nf. Galmsbelkuuch, dän. Galmesbøl Kog)

Die Siedlungen sind nahezu allesamt Streusiedlungen. Lediglich ein geschlossener Siedlungskern befindet sich mit dem Ortsteil Neugalmsbüll (nf. Naigalmsbel, dän. Ny Galmsbøl) bei der Abzweigung vom Mitteldeich zwischen den beiden Christian-Albrechts-Kögen in den Neuen Christian-Albrechts-Koog. Dieser stellt, unter anderem mit der dort befindlichen St. Gallus-Kirche, das gemeindliche Zentrum dar.

### Nachbargemeinden
Galmsbüll grenzt an die folgenden Nachbargemeinden:
|  | Emmelsbüll-Horsbüll                         | Niebüll        |
|  | Kompassrose, die auf Nachbargemeinden zeigt | Risum-Lindholm |
|  | Dagebüll                                    |                |

### Geologie
Durch die Lage in den genannten Kögen ist das Gemeindegebiet absolut eben strukturiert. Der Marschboden lässt sich aufgrund der natürlichen Entwicklung größtenteils als Kalkmarsch klassifizieren. Aufgrund der Höhenlage auf Meeresspiegelniveau ist das Gemeindegebiet durch Deiche unterschiedlicher Höhe vor den natürlichen Meeresspiegelschwankungen durch den Gezeitengang und vor Sturmfluten geschützt.

## Geschichte

### Hallig Galmsbüll

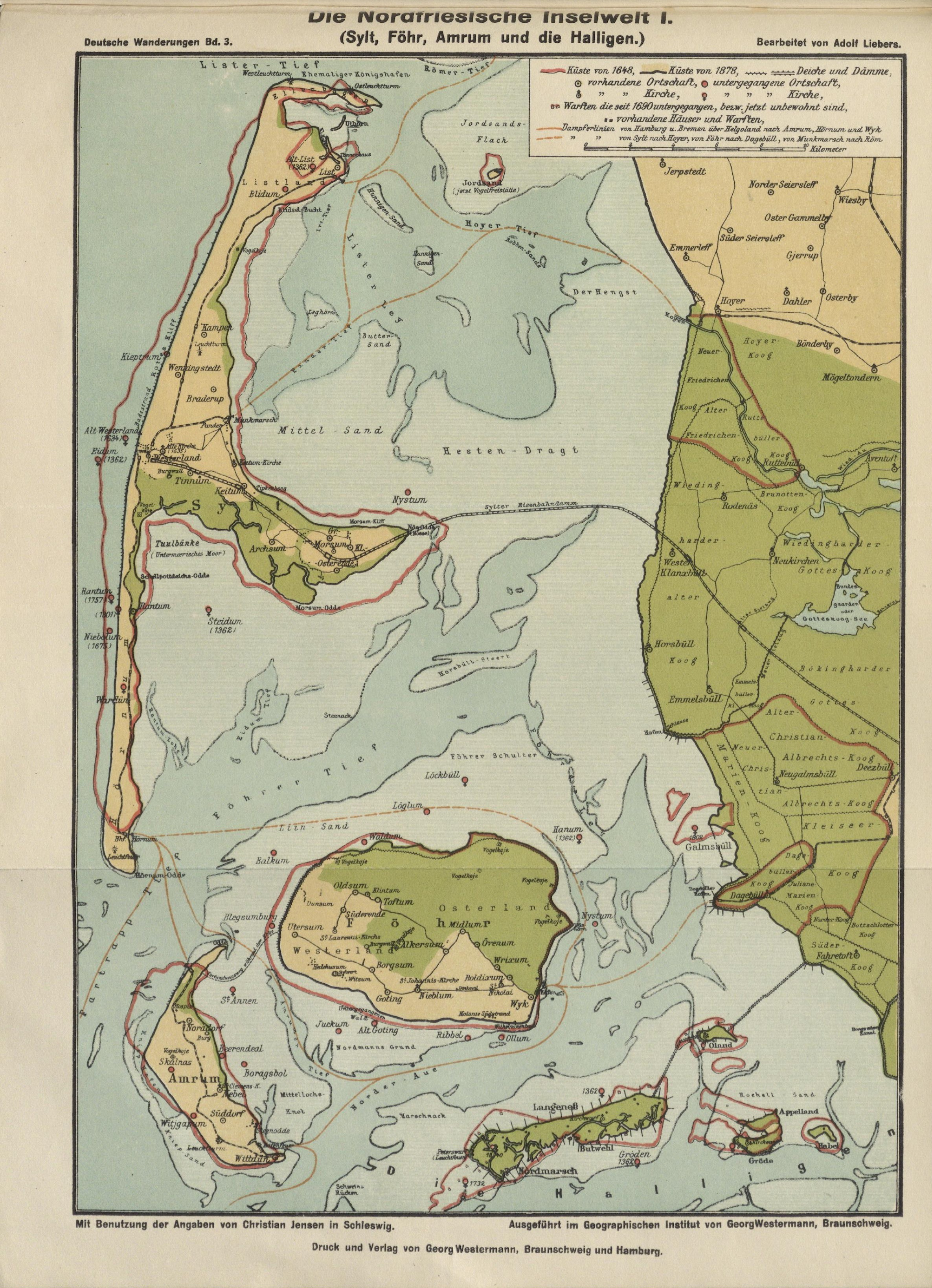
Lage der Hallig Galmsbüll auf einer Karte der Nordfriesischen Inseln (rechts in der unteren Hälfte der Karte)

Die Hallig Galmsbüll wurde erstmals in der Mitte des 13. Jahrhunderts im  Erdbuch des dänischen Königs Waldemar II. als Insel aufgeführt. Sie war damals etwas größer als Oland und eines der bedeutendsten Salzabbaugebiete an der Westküste. Im liber censualis des Schleswiger Domkapitels ist seit 1462 eine Kirche auf dem damals zur Horsbüllharde gerechneten ‚Gelmelsbüll‘ verzeichnet.
Im 17. Jahrhundert gab es verschiedene Pläne zur Eindeichung der Dagebüller Bucht, in die auch Galmsbüll einbezogen werden sollte. Das sogenannte Dagebüller Werk war schon recht weit fortgeschritten, als die Burchardiflut im Jahr 1634 alle Bemühungen zunichtemachte. Die Fortsetzung der Arbeit scheiterte an den Kosten und an Schwierigkeiten, die durch die Flut vertieften Wattströme, besonders das Kleiseetief, erfolgreich abzudämmen. Die Verlandung der folgenden Jahrzehnte ermöglichte die Eindeichung der Christian-Albrecht-Köge. In Verbindung damit wurde die Hallig 1701 durch einen Damm fest mit dem Festland verbunden, jedoch nicht selbst eingedeicht, obwohl das in einem Oktroy 1700 festgelegt worden war.
Nach dem Visitationsbericht von 1710 gab es auf der Hallig etwa 80 Haushalte. Galmsbüll galt als die ärmste Kirchengemeinde des Herzogtums Schleswig. Bei der Weihnachtsflut 1717 stand das Wasser einen Fuß tief in der Kirche und zerstörte zahlreiche Häuser, darunter Pastorat, Küster- und Lehrerhaus, fast gänzlich. In den folgenden Jahrzehnten schrumpfte die im Gegensatz zu Dagebüll ungesicherte Hallig durch Stürme und den Abbau des Salztorfs stark. Von den ursprünglich vier Warften war Mitte des 18. Jahrhunderts nur noch eine übrig geblieben, die direkt ohne Vorland am Meer lag und deren bewohnbare Fläche mit jedem Sturm kleiner wurde. Obwohl schon seit den 1730er Jahren die Einnahmen der Halligbewohner nicht mehr für die Steuer ausreichten und seit 1745 der König zu den Erhaltungskosten der nunmehr einzigen Warft beitragen musste, ersetzte man noch 1749 die baufällige alte Holzkirche durch einen Neubau an der alten Stelle direkt an die Abbruchkante. Diese neue Kirche war die erste ziegelgedeckte Steinkirche auf Galmsbüll. Die Galmsbüller verschuldeten sich dafür erheblich. Herzog Christian Albrecht schenkte der Gemeinde eine Glocke, die aus der bei der Burchardiflut untergegangenen Kirche von Evesbüll auf Strand stammte. Nur 26 Jahre später war diese Kirche schon wieder stark reparaturbedürftig.
Während die Hallig immer mehr Fläche verlor, bildete sich entlang des 1701 errichteten Dammes bis 1780 deichfertiges Land. Deshalb wurde 1788 beschlossen, die Hallig aufzugeben und stattdessen den Anwachs einzudeichen. Erst 1782 war die Salzsiederei, einst neben der Seefahrt die Haupterwerbsquelle der Bewohner, eingestellt worden, nachdem sie längst nicht mehr ertragreich war. Der 1798 eingedeichte Marienkoog führte zu einer weiteren Veränderung der Strömung bei der Hallig. Im Jahr 1800 musste die Kirche wegen Einsturzgefahr abgetragen werden. Das Kirchspiel wurde aufgelöst. In den folgenden Jahren übersiedelten die letzten Bewohner in den neuen Marienkoog. Aus den Steinen der abgebrochenen Kirche errichtete man ein Armenhaus für die, die kein eigenes Land besaßen, in dem auch bis zum Neubau der Kirche Gottesdienste gehalten wurden. In der sogenannten Halligflut 1825 ging die seit 1802 ständig völlig umspülte Warft vollends unter.

### Alter Christian-Albrechts-Koog
Im Jahr 1681 unterzeichnete Christian Albrecht, der damalige Herzog von Schleswig-Holstein-Gottorf, einen Oktroy, der finanzkräftige Interessenten anlocken sollte, sich am Eindeichen des Landzuwachses in der Dagebüller Bucht zu beteiligen. Als Gegenleistung für ihren Einsatz sollte ihnen das gewonnene Land zum Eigentum überlassen werden und ihnen sollten zudem Gerichtsbarkeit, Polizeigewalt, Deichaufsicht, Verwaltung sowie das Patronat über eine noch zu bauende Kirche unterstehen. Schon 1682 war der Deichschluss vollendet. Die Interessenten, die zum Großteil aus den umliegenden Harden Wiedingharde, Bökingharde und Karrharde kamen, erhielten Land entsprechend ihrer finanziellen Beteiligung. Das neugewonnene Land galt als das fruchtbarste im ganzen Königreich, so dass die am Deichbau Beteiligten großen Gewinn davon hatten.
Im Koog befinden sich mehrere alte Höfe. Auf dem Hof Mangelmehl wurde 1970 der Film Deutschstunde gedreht, eine Verfilmung des gleichnamigen Romans von Siegfried Lenz. Ein weiterer Drehort für diesen Film war das zum Wilhelminenhof gehörenden Melkerhaus am Mitteldeich 35 zwischen dem Alten und Neuen Christian-Albrechts-Koog.

### Neuer Christian-Albrechts-Koog
Der Neue Christian-Albrechts-Koog wurde nach einem weiteren Oktroy 1705–06 eingedeicht. Einer der ältesten Höfe, der um 1710 errichtete Carolinenhof, ist im Umbauzustand von 1849 jetzt als typisch nordfriesisch geschlossen gebauter Vierseithof mit Fliesen und Truhen im Freilichtmuseum Molfsee zu besichtigen.

### Kleiseerkoog
Der Kleiseerkoog wurde um 1725 eingedeicht. Im selben Jahr wurde ein Dreiseithof im Koog errichtet, der aufgrund seines hohen historischen Werts unter Denkmalschutz steht.

### Marienkoog
Nach der Eindeichung des Anwachses begann 1799 die Besiedlung des neuen Kooges. Er ist nach Maria von Hessen-Kassel, der Frau des dänischen Königs Friedrich VI. benannt. Die Bewohner der Hallig Galmsbüll, die es sich leisten konnten, bauten sich ein Haus oder einen Hof im Marienkoog. Bei der Volkszählung im Februar 1803 lebten hier 17 Familien. Von den 29 Haushalten, die 1803 noch auf der Hallig Galmsbüll lebten, zogen die meisten ebenfalls in den Marienkoog, als die Hallig 1825 aufgegeben werden musste.

### Galmsbüllkoog
Der Galmsbüllkoog, der auch einen Teil des Gebiets der alten Hallig mit umschließt, entstand 1913 als Sommerkoog vor dem Marienkoog, den die Marienkooger Bauern bewirtschafteten. Nachdem Sturmfluten jedes zweite Jahr die Ernte vernichteten, beschloss man 1933 eine Deichverstärkung und konnte im Rahmen eines Landgewinnungsprogrammes unterlegt durch die nationalsozialistische Blut-und-Boden-Ideologie 1939 den Galmsbüllkoog eindeichen (vgl. u. a. Adolf-Hitler-Koog, Hermann-Göring-Koog). Der Reichsarbeitsdienst, der die Arbeiten durchgeführt hatte, wurde zu Kriegsbeginn abgezogen. Erst 1950 wurden die ersten Häuser im Galmsbüllkoog bezogen, elf Jahre nachdem der Außendeich fertiggestellt worden war.

### Gemeinden
Die Köge Alter und Neuer Christian-Albrechts-Koog, Kleiseerkoog und Marienkoog bildeten zunächst eigenständige Gemeinden und wurden 1889 dem Amtsbezirk Dagebüllerkoog zugeordnet. Um die Jahrhundertwende wurden die beiden Christian-Albrechts-Köge zu einer Gemeinde zusammengefasst. (In den Gemeindeverzeichnissen von 1900 und früher wurden noch beide Gemeinden aufgeführt, spätestens 1908 nur noch eine. Über das genaue Datum der Fusion sind keine Dokumente bekannt.) Nach dem Zweiten Weltkrieg wurde der Amtsbezirk aufgelöst und an seine Stelle trat bis 1967 das Amt Dagebüll. Nach dessen Auflösung kamen die Gemeinden zum Amt Bökingharde.
Am 1. Februar 1974 fusionierten die drei Gemeinden Christian-Albrechts-Koog, Kleiseerkoog und Marienkoog zur heutigen Gemeinde, die nach der Anfang des 19. Jahrhunderts untergegangenen Hallig benannt wurde. Seit Auflösung des Amtes Bökingharde mit Ablauf des Jahres 2007 wird die Galmsbüll vom Amt Südtondern verwaltet.

### Neugalmsbüll und die St.-Gallus-Kirche

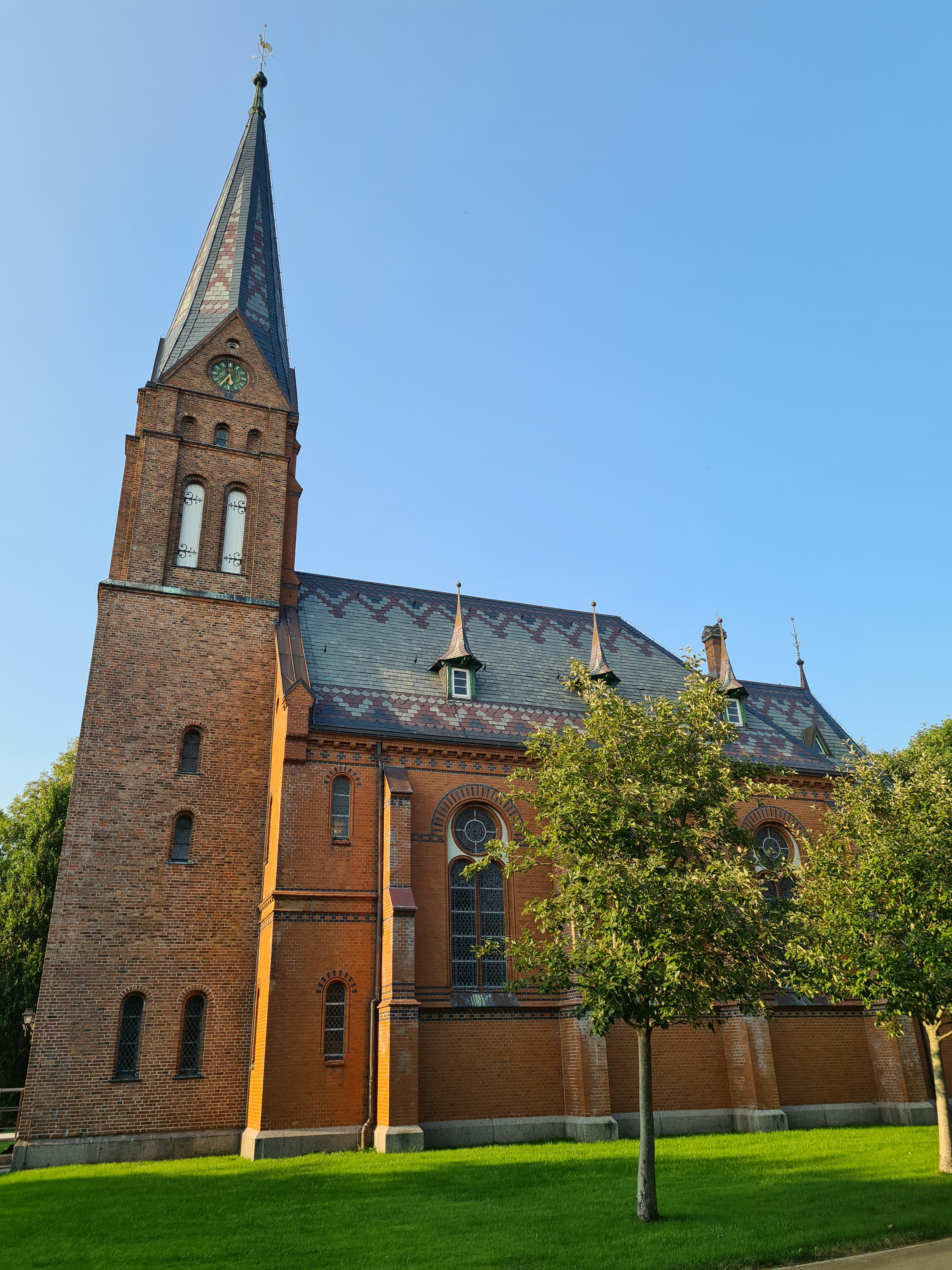
St.-Gallus-Kirche in Neugalmsbüll

Im Dorf Neugalmsbüll zwischen altem und neuem Christian-Albrechts-Koog befindet sich bei der St.-Gallus-Kirche der Ortsmittelpunkt mit vielen Vereinen und Organisationen.

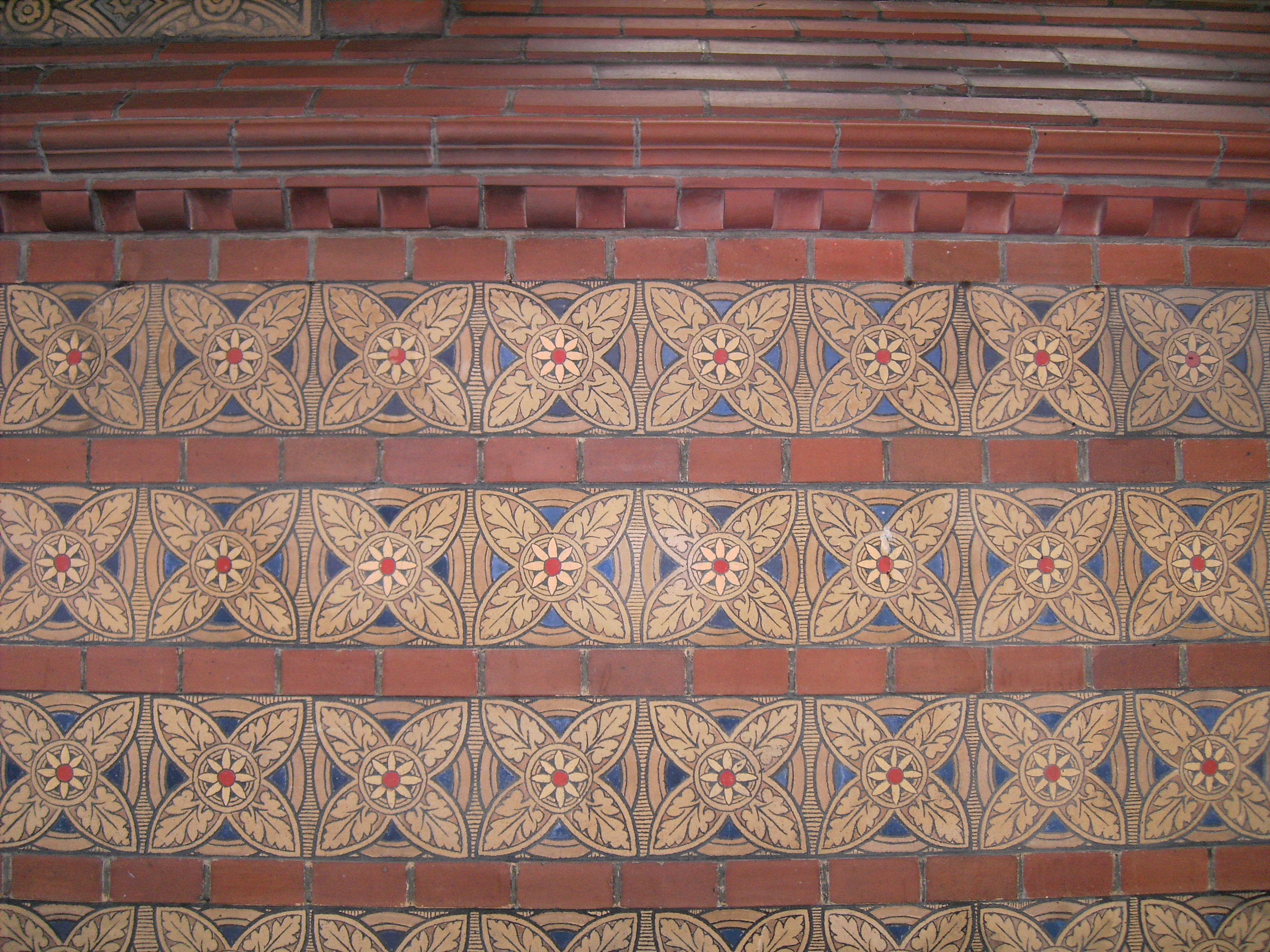
Sgraffito an den Wänden der St.-Gallus-Kirche

Zwar war bereits bei der Eindeichung des Alten Christian-Albrecht-Koogs der Bau einer eigenen Kirche geplant worden, aber erst 1742 wurde ein Bauplatz ausgewiesen. Doch der Bau verzögerte sich immer weiter. Stattdessen wurde 1749 eine kostspielige neue Halligkirche errichtet, die schon 1800 wieder abgerissen werden musste. Danach hatte Galmsbüll fast 90 Jahre lang keine eigene Kirche mehr. Die Oktroy erlaubten den Einwohnern der Köge, sich an eines der benachbarten Kirchspiele Emmelsbüll, Dagebüll oder Deezbüll zu halten. Erst nachdem Schleswig-Holstein preußische Provinz geworden war, wurden die Koogsgemeinden verpflichtet, sich entweder festzulegen, welchem Kirchspiel sie sich anschließen wollten, oder eine eigene Kirche zu bauen. Die Einwohner der Christian-Albrecht-Kögen, des nördlichen Gebietes des Kleiseerkooges und des Marienkoog schlossen 1876 sich zur neuen Kirchengemeinde Galmsbüll zusammen. Das ihnen von den Oktroy zugestandene Patronatsrecht blieb jedoch bestehen. Erst 1982 wurde die Galmsbüller Gemeinde Mitglied der Nordelbischen Kirche. 2012 schloss sich die Gemeinde mit der Kirchengemeinde Emmelsbüll zusammen.
Die St.-Gallus-Kirche wurde 1890/1891 von Heinrich Moldenschardt im neugotischen Backsteinstil errichtet. Wie die früheren Halligkirchen trägt sie den Namen des Heiligen Gallus. Ihr ornamentaler Sgraffito-Putz ist einmalig in Nordeuropa. Da der Großteil des Inventars aus der Werkstatt von Heinrich Sauermann ebenfalls aus der Erbauungszeit stammt, bietet die Kirche ein einheitliches Erscheinungsbild. Aus der alten Halligkirche stammt nur noch der Kronleuchter. Der mittelalterliche Taufstein aus Granit gehörte ursprünglich der Rickelsbüller Kirche. Die 1750 für den Neubau der Halligkirche gespendete hölzerne Taufe mit Taufdeckel und das 1703 von dem damaligen Pastor Ambders gestiftete Taufbecken aus der alten Kirche wurden der St. Niels-Kirche in Westerland überlassen.
Der 38 Meter hohe Westturm ist weithin sichtbar. Er wurde 1954 an drei Seiten mit einer neuen Verblendung versehen. Die ursprüngliche Bauausführung ist noch sehr gut auf der Turmrückseite zu sehen. In ihm befinden sich eine mechanische Turmuhr sowie zwei Bronzeglocken. An der Turmrückseite hängt dazu noch eine Stundenglocke.
Bis 1932 war Ewald Dittmann hier Pastor, der 1945 als Mitglied der Bekennenden Kirche ermordet wurde.

## Politik

### Gemeindevertretung
Die im Zuge der Kommunalwahlen in Schleswig-Holstein 2023 durchgeführte Gemeindewahl am 14. Mai 2023 ergab folgendes Stimmverhältnis:
Die WG5K erhielt 55,6 Prozent (−12,9), die AdGW erhielt 44,4 Prozent (+12,9).
Von neun Sitzen der Gemeindevertretung hat die Wählergemeinschaft AdGW seit der Kommunalwahl 2023 fünf, die Wählergemeinschaft WG5K vier Sitze. Die Wahlbeteiligung betrug 64,5 Prozent.

### Wappen
Blasonierung: „Halblinks von einem schmalen grünen Schräglinksbalken in Silber und Gold und schrägrechts in Blau geteilt, aus der Teilung ein wachsender schwarzer Kirchturm.“

## Wirtschaft

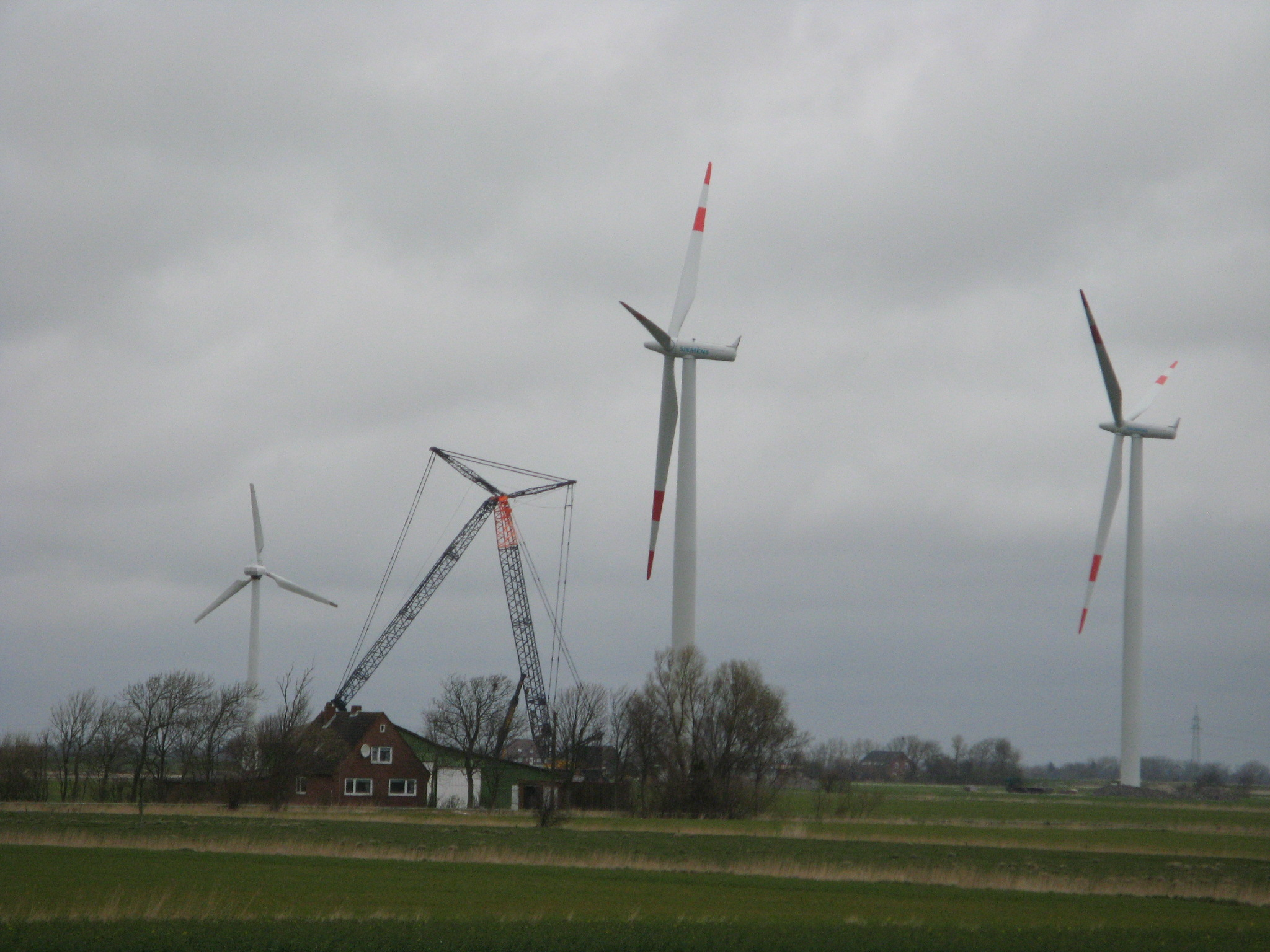
Windkraftanlagen

Die Gemeinde ist überwiegend landwirtschaftlich geprägt. Der Tourismus hat als Einnahmequelle jedoch eine steigende Bedeutung.

### Bürgerwindpark
In Galmsbüll wird der „Bürgerwindpark Galmsbüll“ betrieben, bei dem es sich um einen Zusammenschluss von Altbetreibern von Windkraftanlagen und einer Beteiligung von Bürgern aus der Gemeinde handelt. Insgesamt wird eine elektrische Stromproduktion erwartet, die ausreicht um den Strombedarf der Privathaushalte Nordfrieslands mit ca. 165.000 Einwohnern zu decken.

### Verkehr
Die nächstgelegene Bundesstraße ist die B 5, welche die östlichen Nachbargemeinden Niebüll und Risum-Lindholm passiert. In Niebüll zweigt die vom Land Schleswig-Holstein unterhaltene Landesstraße 7 ab (Abzweig zur Autoverladung nach Sylt), die, nach Durchquerung des Siedlungskerns der ehemaligen Kreisstadt Südtonderns, über den Mitteldeich zwischen den beiden Christian-Albrechts-Kögen verlaufend den Überlandverkehr mit der Landesstraße 6 (Dagebüll-Neugalmsbüll-Neukirchen-Aventoft) verbindet.
Einen direkten (innergemeindlichen) Anschluss an das bundesbehördlich beaufsichtigte Schienennetz ist nicht vorhanden. Die nächstgelegenen Bahnhöfe befinden sich in den Nachbargemeinden Niebüll, Risum-Lindholm (Haltepunkt Maasbüll) und Dagebüll (Haltepunkt Dagebüll-Kirche). Letztere sind über die Kleinbahn Niebüll-Dagebüll erreichbar. Diese durchquert auch das Gemeindegebiet von Galmsbüll im Kleiseerkoog.

## Kulturdenkmale
- Liste der Kulturdenkmale in Galmsbüll

## Persönlichkeiten
- Hans Peter Feddersen (1848–1941), lebte als freischaffender Kunstmaler ab 1885 im Kleiseerkoog und ist auf dem Friedhof der St.-Gallus-Kirche in Neugalmsbüll beerdigt.
- August Richardsen (1873–1957), Agrarwissenschaftler und Mitglied der Königlich Schwedischen Akademie für Forst- und Landwirtschaft
- Friedrich Lensch (1898–1976), lutherischer Geistlicher und zur Zeit des Nationalsozialismus Direktor der Alsterdorfer Anstalten